# 善厚镇
善厚镇是中国安徽省马鞍山市和县下属的一个镇，位于和县西北部，滁河岸边，与含山县接壤，面积130.1平方公里，人口约36000人，下辖7个行政村和1个社区居委会。